# 第二次山縣內閣
第二次山縣內閣（日语：／ Dainiji Yamagata Naikaku */?）是日本元老、公爵、元帥陸軍大將山縣有朋就任第9任內閣總理大臣（首相）後，自1898年（明治31年）11月8日至1900年10月19日組成的內閣。第二次山縣內閣任內無閣員離任，連續任期達711日，是日本政治史上最長時間不替換國務大臣的內閣。

## 概要
1898年，日本因與美國之間對夏威夷合併問題處理方式出現分歧，使時由大隈重信領導的第一次大隈內閣（隈板內閣）陷入外交危機；加上當時主導內閣的憲政黨出現嚴重的派系分裂，最終大隈內閣倉促總辭下台，由長州藩出身的陸軍大將山縣有朋繼任。在經明治天皇同意任命後，山縣於1898年4月繼1889年第一次組織內閣後二度就任為內閣總理大臣。
山縣向來排斥政黨政治，為建立獨立於政黨之外的超然主義內閣，他主導修改《文官任用令》及制定《文官分限令》、《文官懲戒令》、《治安警察法》及軍部大臣現役武官制等制度，對社會運動及勞工組織加以規範，也強化了官僚制度的穩定性。第二次山縣內閣期間，中國發生義和團之亂，日本也藉各國無暇出動足夠兵力時主導組織八國聯軍。
1900年9月，元老伊藤博文成立立憲政友會，預備作為其政策之後盾。山縣與伊藤向來不睦，並對伊藤親組政黨殊為不悅，遂於9月26日提請辭職。10月，內閣總辭，由伊藤繼任組閣。

## 內閣成員
除部分特殊情況外，本內閣閣員皆於1898年11月8日就任。

### 國務大臣
| 職位名       | 任數 | 姓名及肖像 | 姓名及肖像 | 出身                                     | 其它職務 | 備註           |
| ------------ | ---- | ---------- | ---------- | ---------------------------------------- | -------- | -------------- |
| 內閣總理大臣 | 9    | 山縣有朋   |            | 原長州藩 貴族院 無黨籍 元帥陸軍大將 侯爵 | 無       | 無             |
| 外務大臣     | 10   | 青木周藏   |            | 原長州藩 子爵                            | 無       | 無             |
| 內務大臣     | 14   | 西鄉從道   |            | 原薩摩藩 元帥海軍大將 侯爵               | 無       | 無             |
| 大藏大臣     | 8    | 松方正義   |            | 原薩摩藩 伯爵                            | 無       | 無             |
| 陸軍大臣     | 5    | 桂太郎     |            | 原長州藩 陸軍大將 子爵                   | 無       | 自上任內閣留任 |
| 海軍大臣     | 5    | 山本權兵衛 |            | 原薩摩藩 海軍中將                        | 無       | 無             |
| 司法大臣     | 9    | 清浦奎吾   |            | 原肥後藩 貴族院 無黨籍（研究會）         | 無       | 無             |
| 文部大臣     | 14   | 樺山資紀   |            | 原薩摩藩 海軍大將 伯爵                   | 無       | 無             |
| 農商務大臣   | 16   | 曾禰荒助   |            | 原長州藩 貴族院 無黨籍                   | 無       | 無             |
| 遞信大臣     | 9    | 芳川顯正   |            | 原德島藩 子爵                            | 無       | 無             |

### 其它
| 職位名         | 任數 | 姓名及肖像 | 姓名及肖像 | 出身                             | 其它職務     | 備註 |
| -------------- | ---- | ---------- | ---------- | -------------------------------- | ------------ | ---- |
| 內閣書記官長   | 10   | 安廣伴一郎 |            | 原福岡藩 貴族院 無黨籍           | 無           | 無   |
| 內閣法制局長官 | 8    | 平田東助   |            | 原米澤藩 貴族院 無黨籍（茶話會） | 內閣恩給局長 | 無   |

## 外部連結
- 首相官邸 第二次山縣內閣閣僚名簿 （页面存档备份，存于） （日語）